# سید احمد رسولی‌نژاد
سید احمد رسولی‌نژاد (زادهٔ ۱۳۴۲ در فیروزکوه) سیاستمدار اصولگرا و نماینده حوزه انتخابیه دماوند و فیروزکوه در دوره یازدهم مجلس شورای اسلامی بوده‌است. وی پیش‌تر در دوره‌های چهارم، پنجم و هفتم مجلس شورای اسلامی نیز نماینده همین حوزه انتخابیه بوده‌است. 
وی در انتخابات یازدهمین دوره مجلس شورای اسلامی در ۲ اسفند ۱۳۹۸، از حوزه انتخابیه دماوند و فیروزکوه، توانست آرای لازم را در مرحله اول کسب و به مجلس راه یابد و برای چهارمین بار نماینده مجلس شورای اسلامی شد.

## انتخابات ریاست‌جمهوری ایران
رسولی‌نژاد ۱۲ خرداد ۱۴۰۳ در انتخابات زودهنگام ریاست‌جمهوری ثبت‌نام کرد.